# ロイヤル・ガーナー
ロイヤル・ガーナー（Loyal Garner、1946年9月28日 - 2001年11月15日）は、ハワイアン音楽のミュージシャン、女性歌唱グループであるローカル・ディーヴァス (Local Divas) の事実上のリーダー。彼女のヒット曲には、1982年のアルバム『Island Feelings』に収められた「Shave Ice」や、1981年のアルバム『Loyal』に収められた「Blind Man in the Bleachers」などがある。

## 生涯
ホノルルのカリヒに生まれる。
ハワイ大学マノア校に在学中の1966年、ヒルトン・ハワイアン・ビレッジの「Golden Dragon」に週6回出演するようになった。
1975年には、イリカイ・ホテルの「Canoe House」への出演で注目された。
ソロとして多数のアルバムを発表した後、1997年に4人組の歌唱グループであるローカル・ディーヴァス (Local Divas) を結成した。

## 死
「レディ・オブ・ラブ (Lady of Love)」の愛称で知られたロイヤル・E・ガーナーは、2001年11月15日に、大腸癌のため55歳で亡くなった。

## 死後の顕彰
2007年、ハワイ・アカデミー・オブ・レコーディング・アーツ (Hawaii Academy of Recording Arts) は、ガーナーに対してナ・ホク・ハノハノ賞の生涯功労賞 (Lifetime Achievement Award) を死後贈呈した。2007年4月2日、フラ・レコード (Hula Records) は、ガーナーのアルバム『Hawai'i Today』を、ファンたちの求めに応えて初めてCDとしてリイシューした。

## ディスコグラフィ

### アルバム
- Lady of Love (1976)
- Hawai'i Today (1977)
- Loyal (1981)
- Loyal Garner (1981)
- Island Feelings (1982)
- More Than Just a Song (1987)
- Hawaii's Lady of Love (compilation, 1989)
- Loyal...The Best of (compilation, 1989)
- I Shall Sing (1992)
- A Loyal Kind of Christmas (1992)
- Sounds of Progress (1993)